# 日本版ESOP
ESOPが考案され、制度化運用されている米国、英国などでの定義に従えば、ESOPは雇用者株式による退職・年金支給制度である。この点に従えば、日本版ESOPと言われているものについての明確な定義は存在せず、また、いかなる公式な制度も存在していない。後述のとおり、本来のESOPとは全く異なる金融スキームに、日本語でないESOPの名称を用いているものが多くみられ、誤解や混乱を生じて日本でのESOP拡大を阻害する要因となっている。
　いわゆる「日本版ESOP」と称されるものについては、経済産業省の「新たな自社株式保有スキームに関する報告書」公表文において括弧書きで「いわゆる日本版ESOP」との注釈があることから、制度としてではなく一種の金融スキームであるという誤解が浸透している可能性が高い。当該報告書に記載されている、退職給付型（米国ESOP制度と類似の、会社からの給付による従業員への退職給付資産として、雇用者株式の積立てを行う形式をとるもの）と、従業員持株会活用型（会社が、従業員持株会に対して将来売却する見込みの自社株式をあらかじめ買い付けておく自社株式保有スキームであり、ストック･オプションなどと同様の従業員負担を前提とする）の二通りを指すもののように見られている。
　スキームとしてみる場合、退職給付型は、雇用者株式による退職給付を制度運用するためのスキームと位置づけられることから、ESOPスキームの一種といえる。このスキームでは、米国等のESOPが会社資産（将来収益と従業員への支払い約束）を担保とする借入を行うのに類して、会社の従業員への支払い約束にかかる資産の前払い拠出による従業員への株式分配を行うものとされている。これによってESOP本来の狙いだけでなく、株式保有構造の変化対応（持ち合い解消の受け皿も含む）、最近では人事処遇制度の改革や企業年金制度の変革手法としての期待も高まっている。実態としては、退職時以外にも給付が可能なスキームとされていることから、米国ESOPとRistricted Stock（制限付株式報酬制度）として利用することもできる。
　これに対して従業員持株会活用型は、会社による給付ではなくESOPの定義から外れている。実態としては、従業員に株式を購入させるEmployee Compensation Plansの一種である従業員持株会制度を、会社が自己株式プールを組成するために活用するスキーム（信託型従業員持ち株制度を参照）である。制度としては、従業員持ち株会制度における自社株式買付け方法の変更であり、スキームとしては、会社が信託設定によって、従業員の将来資産（給与・賞与からの天引き拠出の見込み分）を前借りさせ、会社がこの前借り分に対する保証をおこなうことで株価下落リスクを負担するしくみである。会社が従業員持株会を利用して自社株式プールを作ることにより、株価低迷時の自社株取得の代替や株式持ち合い解消の一時的な受け皿として用いられる。このことから、以下ではESOP類似制度についてのみ記述し、従業員持ち株会活用型スキームについては信託型従業員持ち株制度に譲る。

## 日本版ESOPスキームの概要
会社による金銭の給付に基づいて購入され、積み立てられた株式について、従業員が退職時等に清算給付を受けるもので、三菱UFJ信託銀行が開発したストック・リタイアメント・トラスト、および、みずほフィナンシャルグループが開発した株式給付信託（J-ESOP）がある。
　米国をはじめとする欧米諸国で制度化されているESOPと同様の、会社従業員に対する雇用者会社による株式給付と、これによる資本の分散所有を日本法上で実現することを目的とする退職給付型信託スキームである。（ESOPを参照。）
　このスキームは、米国のレバレッジドESOPと類似の形態をとっているが、信託による借入は行わず、この代わりに給付予定資産の現金による前払い企業拠出によって運営されることを前提としたものであると説明されている。レバレッジドESOPでは、会社の将来資産を担保とした借り入れを行うため、債務不履行のリスクが生じるが、日本版ESOPでは前払い拠出を行ってしまうことから、給付資産の安全性が高い反面、会社の負担が大きいものとなっている。

### 信託の構成
信託の形式は、退職給付信託や年金信託等と類似の、会社を委託者、退職従業員を受益者とする他益信託として設定される。会社は金銭の拠出のみを行い、将来の受益者たる従業員のために、信託が裁量によって株式を購入または売却するため、会社は将来の株価に対する危険を負担しない。これは、信託財産が拠出された時点で、前払い分も含めて従業員の財産となり、会社はこれに対する取戻権も別の財産との交換権も有しないことによる。また、会社は信託の委託者ではあるが、信託契約の変更権を単独では有せず、契約の変更には受益予定者である従業員（一義的には信託管理人）の指図を必要とする。
　一方の給付を受ける側の従業員は、株式購入資金を負担しないため、株価の変動によって受取財産額は変動するが、個人の財産が侵害されるおそれはない。また、信託された株式にかかる議決権の行使または信託に対する株式売却要求等によって、給付財産の減価、会社の破綻等に対応する権利が信託管理人を通じて付与されている。

### 会計・税務関連
米国ESOPと異なり、形式要件の適格性が定められた制度ではないため、個別の事例についてそれぞれ判断する必要があるが、経済産業省による「新たな自社株式保有スキームに関する報告書」において、考え方が示されることとなったことから、ある程度の想定の元に導入を検討することが可能である。
　退職給付型の会計処理については明示的な方針は示されていないが、会社における経済的効果は、確定拠出型年金・退職給付制度と同様であるため、これらと同様の処理となることが予想されている。
　税務に関しては、退職給付信託等と同様に、法人税法第十二条に規定される委託者課税の信託と解釈されるのが一般的であるといわれている。

### 労働法関連
現行法においては、賃金通貨払いの原則（労働基準法第二十四条）により、給与その他の賃金の一形態として株式を現物給付することができないと考えられるため、給付時点で権利の確定した株式を換金給付することが前提となるが、従業員の希望により株式のままで受け取ることも可能であると解釈されているようである。また、労働基準法第十一条でいう賃金に相当するとの解釈が成り立つため、既存の年金・退職給付制度を自動的にこのプランに移行することはできないとも考えられることから、年金・退職給付の制度変更、減額等とESOPの導入はそれぞれ別個の手続きで行われる必要がある。既往の給付制度を変更せずに導入する事例では、実質的に労働分配を増加させる効果がある。

## 参考：経済産業省による論点整理
米国型ESOPと同様の効果を期待する退職給付型のスキームと、後述される従業員持株会活用スキームの両方を、同時に取り上げて論点整理を行ったものが、日本における新たな自社株式保有スキーム検討会報告書『新たな自社株式保有スキーム（いわゆる日本版ＥＳＯＰ（イソップ））に関する報告書』である。
　このとりまとめにおいては、退職給付型のスキームについての論点であるのか、従業員持株会活用スキームについての論点であるのか、明確な区別がされておらず、両者が同種のスキームであるかのような記述がなされていることから、従業員持株会活用スキームについての論点があたかも日本版ＥＳＯＰ全般についてのものであるかのような利用者の誤解を生む原因となっている。特に、「会社による株式給付」と「会社による株式売却」の相違を無視していることが、このとりまとめの最大の問題点であるといえる。
　また、このとりまとめでは、会計処理において自己株式とされるかどうかが重要であると謳われているが、会計処理上自己株式とされる事例が大半となるに及んで以降は、経済的に自己株式であって会計処理上も自己株式とされる場合であっても、会社法上は自己株式にあたらないとされる場合があるなどと主張する金融業者や弁護士がでてくるなど、このとりまとめのこの部分の指摘は、事実上無視される結果となっている。
　なお、従業員持株会活用型スキームにおいて、会社は株価が上昇すれば追加費用の負担は免れるが、信託の残余財産は従業員持株会の会員等に分配されてしまうため、財務的なメリットは生じない。逆に、株価が下落した場合には、スキームが早期に終了するうえ、借入金返済のための補償債務が発生し、偶発的な損失を蒙ることになる。この損失は、貸付をした金融機関に支払われ、従業員に対する補填ではないにもかかわらず、福利厚生費として費用処理できる場合があるものとされている。
　実務上は、自己株式認識についての司法判断が示されない限り（すなわち訴訟が提起され、個別判決が為されない限り）、スキームがどのような場合に合法か否かについて明確にされることはない。
　このような取りまとめがおこなわれた遠因としては、ESOPを会社による自社株式投資ビークルの設立を目的とする金融スキームとして取り上げるという根本的な誤りを犯していること、むしろ、経済産業省の認識が、持ち合い解消の受け皿或いは買収防衛策として、会社に都合のよい株式プールを作りたいという経営者の要望に対して便宜を図ることを目的としているためではないかと思われる。

## 兼松房治郎商店の従業員持株制度
このように、最近の制度化にかかる状況は混沌としているが、日本において戦前にESOPと同等の考え方が実践されていたことは注目に値する。
　兼松房治郎商店における従業員持株制度の概略は次のようなものであったとされている。
　・株式は無償で店員に譲渡された。
　・兼松房治郎は、逝去6年前の明治39年(1906年)1月1日に、「店員に持分を分与する協定書」という契約を幹部店員に開示した。この契約では、株の無償譲渡の替りに、店に対して、不利益をなした場合、または、仕事成果が不充分な場合は、株を没収する。店を辞めるまでは、株の売却は禁じる。などの内容が詳細に記されていた。（西川文太郎「兼松房治郎の伝記」より一部抜粋）

## 参考資料
「信託型従業員持ち株制度、自社株上昇にらみ拡大、今年度8から27社へ、収益回復念頭に。」2010年3月6日、日本経済新聞夕刊 1面　